# Доленя Вас-при-Полховем Градцу
Доленя Вас-при-Полховем Градцу (словен. Dolenja vas pri Polhovem Gradcu) — поселення в общині Доброва-Полхов Градець, Осреднєсловенський регіон, Словенія. 
Висота над рівнем моря: 344,5 м.